# نادي بورنموث
نادي بورنموث لكرة القدم (بالإنجليزية: A.F.C. Bournemouth) هو نادي كرة قدم إنجليزي، تأسس في عام 1899، ويتمركز في مدينة بورنموث في إنجلترا. يلعب الفريق مبارياته الرسمية على ملعب دين كورت الذي يتسع لحضور 11،307 متفرج.
تأسس النادي في 1890 تحت اسم نادي معهد سينت جون بومسكومب (بالإنجليزية: Boscombe St. John's Institute FC)، لكن تم حله في عام 1899، ثم تم إعادة تأسيسه من جديد تحت اسم نادي بومسكومب (بالإنجليزية: Boscombe FC)، لكن في عام 1972 تم تغيير اسمه إلى الاسم الحالي نادي بورنموث (بالإنجليزية: A.F.C. Bournemouth). يلعب الفريق حالياً في الدوري الإنجليزي الممتاز، بعدما تأهل للمرة الأولى في تاريخيه بعد فوزه بلقب دوري البطولة الإنجليزية 2014–15، على الرغم أنه في عام 2009 كان الفريق قريباً من الهبوط للدرجة الرابعة.
الزي الرسمي للنادي هو الأحمر والأسود، ولباسه يشبه لباس نادي إيه سي ميلان الإيطالي. في عام 2011 استحوذ الملياردير الروسي مكسيم ديمين على 50% من النادي قبل أن يتمكن من الاستحواذ على النادي بالكامل.

## اللاعبون

### التشكيلة الأساسية
آخر تحديث 19 سبتمبر 2022.
ملاحظة: تشير الأعلام إلى المنتخب بحسب قواعد الأهلية المعتمدة من قبل الفيفا؛ تنطبق بعض الاستثناءات المحدودة. وقد يحمل اللاعبون أكثر من جنسية لا تعترف بها الفيفا.
| الرقم | البلد           | المركز | اللاعب                                |
| ----- | --------------- | ------ | ------------------------------------- |
| 1     | جمهورية أيرلندا | حارس   | مارك ترافرز                           |
| 3     | إنجلترا         | مدافع  | جاك ستيفنز (معار من نادي ساوثهامبتون) |
| 4     | إنجلترا         | وسط    | لويس كوك                              |
| 5     | إنجلترا         | مدافع  | لويد كيلي (قائد الفريق)               |
| 6     | ويلز            | مدافع  | كريس ميفام (قائد الفريق)              |
| 7     | ويلز            | وسط    | ديفيد بروكس                           |
| 8     | كولومبيا        | وسط    | جيفرسون اندريس ليرما                  |
| 9     | إنجلترا         | مهاجم  | دومينيك سولانكي                       |
| 10    | إسكتلندا        | وسط    | ريان كريستي                           |
| 11    | الدنمارك        | وسط    | إميليانو ماركونديس                    |
| 13    | البرازيل        | حارس   | نوربيرتو مورارا نيتو                  |
| 14    | إنجلترا         | وسط    | جو روثويل                             |
| 15    | إنجلترا         | مدافع  | آدم سميث (قائد الفريق)                |

| الرقم | البلد     | المركز | اللاعب           |
| ----- | --------- | ------ | ---------------- |
| 16    | إنجلترا   | وسط    | ماركوس تافيرنييه |
| 17    | إنجلترا   | مدافع  | جاك ستايسي       |
| 18    | جامايكا   | مهاجم  | جمال لوي         |
| 19    | إنجلترا   | وسط    | جونيور ستانيسلاس |
| 20    | إسكتلندا  | مهاجم  | سيريكي ديمبيلي   |
| 21    | ويلز      | مهاجم  | كيفر مور         |
| 22    | إنجلترا   | وسط    | بين بيرسون       |
| 23    | إنجلترا   | مدافع  | James Hill ‏      |
| 25    | الأرجنتين | مدافع  | ماركوس سينيسي    |
| 29    | الدنمارك  | وسط    | فيليب بيلينج     |
| 32    | إنجلترا   | مهاجم  | جيدون أنتوني     |
| 33    | زيمبابوي  | مدافع  | جوردان زمورا     |
| 40    | إنجلترا   | حارس   | ويل دنيس         |

### اللاعبون المعارون
ملاحظة: تشير الأعلام إلى المنتخب بحسب قواعد الأهلية المعتمدة من قبل الفيفا؛ تنطبق بعض الاستثناءات المحدودة. وقد يحمل اللاعبون أكثر من جنسية لا تعترف بها الفيفا.
| الرقم | البلد           | المركز | اللاعب                                  |
| ----- | --------------- | ------ | --------------------------------------- |
| 26    | جمهورية أيرلندا | وسط    | Gavin Kilkenny (إلى ستوك سيتي)          |
| 35    | ويلز            | مدافع  | Owen Bevan (إلى يوفل تاون)              |
| 38    | إنجلترا         | مهاجم  | Christian Saydee (إلى شروزبري تاون)     |
| 39    | غيانا           | وسط    | Nathan Moriah-Welsh (إلى نيوبورت كونتي) |

## وصلات خارجية
- الموقع الرسمي

{{شريط تصفح تشكيلة فريق كرة قدم
|الاسم=
|اسم الفريق= نادي بورنموث
|القائمة=
- 1 نيتو
- 2 أراوخو
- 3 تروفيرت
- 4 كوك
- 5 سينيسي
- 6 ميفام
- 7 بروكس
- 8 سكوت
- 9 إيفانيلسون
- 10 كريستي
- 11 واتارا
- 12 آدمز
- 13 Alex Paulsen [الإنجليزية]‏
- 15 سميث
- 16 تافيرنييه
- 17 سينيستيرا
- 19 كلويفرت
- 20 Julio Soler [الإنجليزية]‏
- 21 فيفر
- 22 Eli Junior Kroupi [الإنجليزية]‏
- 23 James Hill (footballer, born 2002) [الإنجليزية]‏
- 24 سيمنيو
- 25 تراوري
- 26 أونال
- 27 زابارني
- 28 بيتروفيتش
- 29 بيلينج
- 35 Owen Bevan [الإنجليزية]‏
- 40 دنيس
- 45 Matai Akinmboni [الإنجليزية]‏
- Daniel Jebbison [الإنجليزية]‏
- أرونز
- أنتوني

{{لاعب تشكيلة فريق كرة قدم|الاسم=[[Joe Rothwell|Rothwell]}}
- مدرب: إيراولا

}}

1. ↑  شركة بلاك نايت لكرة القدم البريطاني المحدودة هي شركة تابعة مملوكة بالكامل لشركة بلاك نايت لكرة القدم والترفيه.